# Râul Valea Seacă, Tărâia
Râul Valea Seaca este un afluent al râului Tărâia, care la rândul său este un afluent al râului Olteț, afluent al Oltului din România.